# Parc Nou (métro de Barcelone)
Parc Nou est une station de métro espagnole de la ligne 9 (branche sud) du métro de Barcelone. Elle est située sous la rue Riu Llobregat, dans la ville d'El Prat de Llobregat. Commune de la comarque de Baix Llobregat dans la province de Barcelone en Catalogne.
Mise en service en 2016, c'est une station de la Transports Metropolitans de Barcelona (TMB) qui gère également les lignes d'autobus en correspondances.

## Situation sur le réseau
Établie en souterrain, la station Parc Nou est située sur la ligne 9 du métro de Barcelone (zone sud), entre les stations Cèntric, en direction de Zona Universitària, et Mas Blau, en direction de Aeroport T1.

## Histoire
La station Parc Nou est mise en service le 12 février 2016, lors de l'ouverture de l'exploitation de la zone sud de la ligne 9 entre les stations Zona Universitària et Aeroport T1. Réalisée par l'architecte Fermín Vázquez de l'agence B720 Arquitectes elle dispose d'une décoration soignée.

## Service des usagers

### Accueil
La station est accessible par deux bouches, avec escaliers et escalators : celle du croisement entre les rues Riu Llobregat et Riu Xúquer, qui dispose également d'un ascenseur, et celle de la rue  la rue Riu Ebre. Elles donnent accès au premier niveau où se trouve deux salles indépendantes, avec des automates pour l'achat des titres de transport, des tourniquets d'accès aux deux quais, situés au deuxième niveau, et des espaces techniques et de contrôle. Le deuxième niveau est également accessibles par des escaliers, escalators et ascenseurs. Les deux quais, longs de 100 mètres, sont équipés de portes palières.

### Desserte
Parc Nou est desservie par les rames, du métro automatique, de la ligne 9, relation Zona Universitària-Aeroport T1, à raison d'une toutes les sept minutes en semaine.

### Intermodalité
Elle permet notamment de rejoindre à pied : les équipements du district de Sant Cosme, situés à proximité.
Des arrêts de bus, rue Riu Llobregat, sont desservis par les lignes 65, L10 et PR3.